# (100790) 1998 FQ74
(100790) 1998 FQ74 es un asteroide perteneciente al cinturón de asteroides descubierto el 24 de marzo de 1998 por Wolf Bickel desde el Observatorio de Bergish Gladbach, Bergisch Gladbach, Alemania.

## Designación y nombre
Designado provisionalmente como 1998 FQ74.

## Características orbitales
1998 FQ74 está situado a una distancia media del Sol de 3,062 ua, pudiendo alejarse hasta 3,239 ua y acercarse hasta 2,885 ua. Su excentricidad es 0,057 y la inclinación orbital 10,11 grados. Emplea 1957,19 días en completar una órbita alrededor del Sol.

## Características físicas
La magnitud absoluta de 1998 FQ74 es 15,1. 